# Xiaitettix guangxiensis
Xiaitettix guangxiensis är en insektsart som beskrevs av Zheng, Z. och Liang 1993. Xiaitettix guangxiensis ingår i släktet Xiaitettix och familjen torngräshoppor. Inga underarter finns listade i Catalogue of Life.